# Gibberosus longimerus
Gibberosus longimerus is een vlokreeftensoort uit de familie van de Megaluropidae. De wetenschappelijke naam van de soort is voor het eerst geldig gepubliceerd in 1925 door Schellenberg.